# Становой хребет (Хамар-Дабан)
Станово́й хребе́т — один из хребтов Хамар-Дабана.
Самыми крупными вершинами в районе хребта являются: Лысая (1583 м), Копна (1206 м), Весёлая (1337 м), Размывная (228 м).